# Flacourtia vogelii
Flacourtia vogelii är en videväxtart som beskrevs av Joseph Dalton Hooker. Flacourtia vogelii ingår i släktet Flacourtia och familjen videväxter. Inga underarter finns listade i Catalogue of Life.